# Tour de Turquía 2013
El Tour de Turquía 2013, la 49.ª edición de la prueba, tuvo lugar del 21 de abril al 28 de abril de 2013, sobre un trazado de 1204,5 km.
La prueba perteneció al UCI Europe Tour 2012-2013 de los Circuitos Continentales UCI, dentro de la máxima categoría para vueltas de varias etapas: 2.HC.
En principio el ganador fue Mustafa Sayar (quien ganó la segunda de las etapas montañosas). Le acompañaron en el podio Natnael Berhane (vencedor de la primera etapa montañosa) y Yoann Bagot, respectivamente. Casi tres meses después, la Unión Ciclista Internacional comunicó que Sayar había dado positivo en una competición anterior disputada en marzo y le fue retirada la victoria en esta carrera. Finalmente el ganador fue Berhane, seguido de Bagot y Maxime Mederel.
En las clasificaciones secundarias se impusieron André Greipel (puntos), Sergiy Grechyn (montaña), Mikhail Ignatiev (sprints especiales) y Cofidis, Solutions Crédits (equipos).

## Equipos participantes
Tomaron parte en la carrera 25 equipos. 9 de categoría UCI ProTeam; 15 de categoría Profesional Continental; y el único turco de categoría Continental. Formando así un pelotón de 193 ciclistas con 8 corredores cada equipo (excepto el Orica GreenEDGE, Caja Rural-Seguros RGA y Accent Jobs-Wanty que salieron con 7), de los que acabaron 175. Los equipos participantes fueron:
| Equipo                              | Cód. UCI | Categoría               |
| ----------------------------------- | -------- | ----------------------- |
| Argos-Shimano                       | ARG      | UCI ProTeam             |
| Astana Pro Team                     | AST      | UCI ProTeam             |
| Orica GreenEDGE                     | OGE      | UCI ProTeam             |
| Katusha                             | KAT      | UCI ProTeam             |
| Lampre-Merida                       | LAM      | UCI ProTeam             |
| Lotto Belisol                       | LTB      | UCI ProTeam             |
| Omega Pharma-QuickStep Cycling Team | OPQ      | UCI ProTeam             |
| Blanco Pro Cycling Team             | BLA      | UCI ProTeam             |
| Team Saxo-Tinkoff                   | TST      | UCI ProTeam             |
| Accent Jobs-Wanty                   | AJW      | Profesional Continental |
| CCC Polsat Polkowice                | CCC      | Profesional Continental |
| Bretagne-Séché Environnement        | BSE      | Profesional Continental |
| Caja Rural-Seguros RGA              | CJR      | Profesional Continental |
| Bardiani Valvole-CSF Inox           | BAR      | Profesional Continental |
| Colombia                            | COL      | Profesional Continental |
| Team Europcar                       | EUC      | Profesional Continental |
| Vini Fantini-Selle Italia           | VIN      | Profesional Continental |
| Crelan-Euphony                      | CRE      | Profesional Continental |
| Team NetApp-Endura                  | TNE      | Profesional Continental |
| MTN Qhubeka                         | MTN      | Profesional Continental |
| Team Novo Nordisk                   | TNN      | Profesional Continental |
| UnitedHealthcare Pro Cycling Team   | UHC      | Profesional Continental |
| Sojasun                             | SOJ      | Profesional Continental |
| Cofidis, Solutions Crédits          | COF      | Profesional Continental |
| Torku Sekerspor                     | TRK      | Continental             |

## Etapas
| Etapa | Fecha       | Recorrido                               | km    | Ganador         | Líder           |
| ----- | ----------- | --------------------------------------- | ----- | --------------- | --------------- |
| 1.ª   | 21 de abril | Alanya-Alanya                           | 143   | Marcel Kittel   | Marcel Kittel   |
| 2.ª   | 22 de abril | Alanya-Antalya                          | 150   | Aidis Kruopis   | André Greipel   |
| 3.ª   | 23 de abril | Antalya-Elmali                          | 153.5 | Natnael Berhane | Natnael Berhane |
| 4.ª   | 24 de abril | Göçek-Marmaris                          | 147   | André Greipel   | Natnael Berhane |
| 5.ª   | 25 de abril | Marmaris-Bodrum                         | 183   | André Greipel   | Natnael Berhane |
| 6.ª   | 26 de abril | Bodrum-Selçuk (Casa de la Virgen María) | 183   | Sin ganador     | Natnael Berhane |
| 7.ª   | 27 de abril | Kuşadası-Izmir                          | 124   | Marcel Kittel   | Natnael Berhane |
| 8.ª   | 28 de abril | Estambul-Estambul                       | 121   | Marcel Kittel   | Natnael Berhane |

## Clasificaciones finales

### Clasificación general
| Posición | Ciclista        | Equipo                       | Tiempo             |
| -------- | --------------- | ---------------------------- | ------------------ |
|          | Natnael Berhane | Europcar                     | a 29 h 13 min 54 s |
| 2        | Yoann Bagot     | Cofidis, Solutions Crédits   | a 3 s              |
| 3        | Maxime Mederel  | Sojasun                      | a 16 s             |
| 5        | Nicolas Edet    | Cofidis, Solutions Crédits   | a 19 s             |
| 6        | Cameron Meyer   | Orica GreenEDGE              | a 21 s             |
| 7        | Darwin Atapuma  | Colombia                     | a 27 s             |
| 8        | Florian Guillou | Bretagne-Séché Environnement | a 28 s             |
| 9        | Danail Petrov   | Caja Rural-Seguros RGA       | a 32 s             |
| 10       | Rory Sutherland | Saxo-Tinkoff                 | a 34 s             |

### Clasificación por puntos
| Posición | Ciclista        | Equipo                 | Puntos |
| -------- | --------------- | ---------------------- | ------ |
|          | André Greipel   | Lotto-Belisol          | 63     |
| 2        | Marcel Kittel   | Argos-Shimano          | 45     |
| 3        | Francesco Lasca | Caja Rural-Seguros RGA | 38     |

### Clasificación de la montaña
| Posición | Ciclista       | Equipo                    | Puntos |
| -------- | -------------- | ------------------------- | ------ |
|          | Sergiy Grechyn | Torku Sekerspor           | 28     |
| 3        | Mauro Finetto  | Vini Fantini-Selle Italia | 17     |
| 4        | Björn Thurau   | Europcar                  | 15     |

### Sprints especiales
| Posición | Ciclista         | Equipo                 | Puntos |
| -------- | ---------------- | ---------------------- | ------ |
|          | Mikhail Ignatiev | Katusha                | 16     |
| 2        | Francisco Moreno | Caja Rural-Seguros RGA | 9      |
| 3        | Ahmet Örken      | Torku Sekerspor        | 6      |

### Clasificación por equipos
| Posición | Equipo                     | Tiempo           |
| -------- | -------------------------- | ---------------- |
|          | Cofidis, Solutions Crédits | 87 h 46 min 18 s |
| 2        | Torku Sekerspor            | a 11 s           |
| 3        | Sojasun                    | a 36 s           |

## Positivo de Mustafa Sayar
En 15 de julio de 2013 se hizo público la presencia de EPO en una muestra de orina de Mustafa Sayar obtenida el 11 de marzo de dicho año, durante la disputa del Tour de Argelia. A pesar de las quejas del corredor finalmente el 15 de julio de 2013 fue sancionado con 2 años de suspensión desposeyéndole de este Tour de Turquía.
Por lo tanto oficialmente Sayar fue desclasificado de la ronda turca con la indicación "0 DSQ" (descalificado) aunque indicando el tiempo y puntos de las clasificaciones parciales y finales. En la que había ganado 6.ª etapa (la etapa reina); además, en las clasificaciones finales fue el ganador de la general, segundo en la de la montaña y quinto en la de puntos como resultados finales más destacados. Todos sus resultados fueron anulados y su puesto quedó vacante excepto en la de la clasificación general diaria y final que en ese caso su exclusión supuso que los corredores que quedaron por detrás de él (hasta el 4.º) subiesen un puesto en la clasificación, quedando vacante la cuarta posición. Teniendo su participación solo incidencia en la clasificación por equipos como suele ser habitual en estos casos de expulsión de corredores.
Esta sanción también tuvo incidencia en el UCI Europe Tour ya que sus puntos de la clasificación general pasaron a otros corredores reestructurándose así no solo la clasificación individual sino la de por equipos y la de por países.